# JoAnne Carner
JoAnne Gunderson Carner (Kirkland, 4 april 1939) is een Amerikaanse golfprofessional die golfte LPGA Tour waar ze 43 golftoernooien won waarvan twee majors. Ze debuteerde in 2006 op de Legends Tour.

## Loopbaan
Carner bleef tot 30-jarige leeftijd golfen als amateur. Van 1956 tot en met 1968 was ze het dominantse golfster bij de amateurs en won meerdere nationale titels. In 1969 won ze als amateur de Burdine's Invitational, een professionele golftoernooi van de LPGA Tour. In 1970 werd ze golfprofessional.
In juni 1971 behaalde ze haar eerste major door het US Women's Open te winnen. In juli 1976 won ze voor de tweede keer het US Open en tevens haar tweede major. Op 15 september 1985 behaalde ze haar 43ste en laatste LPGA-zege door de Safeco Classic te winnen. In 2004 deed ze mee aan 10 toernooien op de LPGA en werd de oudste speelster die de cut maakte op de LPGA Tour. Ze was toen 65 jaar oud.
In 2006 maakte Carner haar debuut op de Legends Tour.

## Erelijst

### Amateur
- 1956: US Girls' Junior
- 1957: US Women's Amateur
- 1959: Women's Western Amateur
- 1960: US Women's Amateur
- 1962: US Women's Amateur
- 1966: US Women's Amateur
- 1968: US Women's Amateur

### Professional
LPGA Tour
| Nr. | Datum             | Toernooi                             | Score           | Score | Info                                                                            |
| --- | ----------------- | ------------------------------------ | --------------- | ----- | ------------------------------------------------------------------------------- |
| 1   | 19 januari 1969   | Burdine's Invitational               | 73-73-70=216    | par   |                                                                                 |
| 2   | 12 september 1970 | Wendell-West Open                    | 72-73-69=214    | –2    | Won de play-off van Marilynn Smith                                              |
| 3   | 27 juni 1971      | US Women's Open                      | 70-73-72-73=288 | par   |                                                                                 |
| 4   | 1 augustus 1971   | Bluegrass Invitational               | 71-71-68=210    | –6    |                                                                                 |
| 5   | 19 mei 1974       | Bluegrass Invitational               | 72-70-73=215    | –4    | Won de play-off van Sandra Spuzich                                              |
| 6   | 26 mei 1974       | Hoosier LPGA Classic                 | 73-72-68=213    | –6    |                                                                                 |
| 7   | 9 juni 1974       | Desert Inn Classic                   | 74-68-72-70=284 | –4    |                                                                                 |
| 8   | 18 augustus 1974  | St. Paul Open                        | 68-70-74=212    | –7    |                                                                                 |
| 9   | 8 september 1974  | Dallas Civitan Open                  | 71-72-74=217    | +1    |                                                                                 |
| 10  | 29 september 1974 | Portland Ladies Classic              | 70-70-71=211    | –5    |                                                                                 |
| 11  | 25 mei 1975       | American Defender Classic            | 69-68-69=206    | –10   | Won de play-off van Judy Rankin                                                 |
| 12  | 8 juni 1975       | Girl Talk Classic                    | 68-72-73=213    | –6    |                                                                                 |
| 13  | 29 juni 1975      | Peter Jackson Classic                | 73-69-72=214    | –5    | Won de play-off van Carol Mann                                                  |
| 14  | 2 mei 1976        | Orange Blossom Classic               | 65-71-73=209    | –7    | Won de play-off van Sandra Palmer                                               |
| 15  | 21 juni 1976      | Lady Tara Classic                    | 72-67-70=209    | –10   |                                                                                 |
| 16  | 20 juni 1976      | Hoosier Classic                      | 72-70-68=210    | –6    |                                                                                 |
| 17  | 11 juli 1976      | US Women's Open                      | 71-71-77-73=292 | +8    | Won de play-off van Sandra Palmer                                               |
| 18  | 5 juni 1977       | Talk Tournament '77                  | 72-70-68-74=284 | –4    |                                                                                 |
| 19  | 17 juli 1977      | Borden Classic                       | 66-70-71=207    | –9    |                                                                                 |
| 20  | 11 september 1977 | National Jewish Hospital Open        | 69-72-69=210    | –6    |                                                                                 |
| 21  | 4 juli 1978       | Peter Jackson Classic                | 73-70-71-64=278 | –14   |                                                                                 |
| 22  | 16 juli 1978      | Borden Classic                       | 71-67-71=209    | –7    |                                                                                 |
| 23  | 18 maart 1979     | Honda Civic Classic                  | 72-71-69-69=281 | –7    |                                                                                 |
| 24  | 1 april 1979      | Women's Kemper Open                  | 72-71-72-71=286 | –2    | Won de play-off van Donna Caponi, Hisako Higuchi, Nancy Lopez en Jan Stephenson |
| 25  | 4 februari 1980   | Whirlpool Championship of Deer Creek | 69-71-69-73=282 | –10   |                                                                                 |
| 26  | 24 februari 1980  | Bent Tree Ladies Classic             | 72-71-68-69=280 | –8    |                                                                                 |
| 27  | 9 maart 1980      | Sunstar Classic                      | 69-71-67=207    | –9    |                                                                                 |
| 28  | 16 maart 1980     | Honda Civic Golf Classic             | 71-69-70-69=279 | –9    |                                                                                 |
| 29  | 22 juni 1980      | Lady Keystone Open                   | 67-69-71=207    | –9    |                                                                                 |
| 30  | 15 februari 1981  | S&H Golf Classic                     | 69-74-72=215    | –1    | Won de play-off van Dot Germain                                                 |
| 31  | 21 juni 1981      | Lady Keystone Open                   | 68-69-66=203    | –13   |                                                                                 |
| 32  | 20 augustus 1981  | Columbia Savings LPGA Classic        | 70-70-67-71=278 | –10   |                                                                                 |
| 33  | 7 september 1981  | Rail Charity Golf Classic            | 70-69-66=205    | –11   |                                                                                 |
| 34  | 7 februari 1982   | Elizabeth Arden Classic              | 70-70-71-72=283 | –5    |                                                                                 |
| 35  | 6 juni 1982       | McDonald's Classic                   | 68-73-68-67=276 | –12   |                                                                                 |
| 36  | 22 augustus 1982  | Chevrolet World Championship         | 72-70-71-71=284 | –4    |                                                                                 |
| 37  | 29 augustus 1982  | Henredon Classic                     | 70-71-69-72=282 | –6    | Won de play-off van Sandra Haynie                                               |
| 38  | 6 september 1982  | Rail Charity Golf Classic            | 69-66-67=202    | –14   |                                                                                 |
| 39  | 21 augustus 1983  | Chevrolet World Championship         | 73-73-67-69=282 | –6    |                                                                                 |
| 40  | 11 september 1983 | Portland Ping Championship           | 72-70-70=212    | –4    | Won de play-off van Charlotte Montgomery                                        |
| 41  | 27 mei 1984       | LPGA Corning Classic                 | 71-69-71-70=281 | –7    |                                                                                 |
| 42  | 3 februari 1985   | Elizabeth Arden Classic              | 70-66-74-70=280 | –8    |                                                                                 |
| 43  | 15 september 1985 | Safeco Classic                       | 71-71-69-68=279 | –9    |                                                                                 |

| Majors |

Overige
- 1975: Wills Qantas Australian Ladies Open
- 1977: LPGA National Team Championship (met Judy Rankin)
- 1978: Colgate Triple Crown Match-Play Championship
- 1979: Colgate Triple Crown
- 1982: JCPenney Mixed Team Classic (met John Mahaffey)
- 1996: Sprint Titleholders Senior Challenge

## Teamcompetities
Amateur
- Curtis Cup ( USA): 1958 (gelijkspel), 1960 (winnaars), 1962 (winnaars), 1964 (winnaars)

Professional
- Handa Cup ( USA): 2006 (winnaars), 2007 (winnaars), 2008 (winnaars), 2009 (winnaars), 2010 (winnaars), 2011 (winnaars)